# مهدیقلی خان جوانشیر
مهدیقلی خان جوانشیر (قره باغی) (به ترکی آذربایجانی: مهدی قولوخان جوانشیر، متولد ۱۷۷۵ در شوشی، فرزند ابراهیم خلیل خان جوانشیر بود. همچنین او نوه پناهعلی‌خان جوانشیر بانی قلعه شوشی، از هم پیمانان نادرشاه افشار و از ایل سارجلو و خان قره باغ بود. او همچنین پدر شاعر آذربایجانی خورشید بانو ناتوان است. مهدیقلی خان وفا و خان بیکه خانم نوه‌های او هستند که از غرلسرایان آذربایجان در قرن نوزدهم و اوایل قرن بیستم بودند. او بعد از کشته شدن پدرش توسط روس‌ها، در سال ۱۸۰۶ میلادی به فرمان فتحعلی شاه قاجار به بیگلر بیگی قره باغ منصوب شد و تا سال ۱۸۲۲ بر تخت نشست.
مهدی قلی خان. در طی این سال‌ها جنگ‌های قاجاریان با روس‌ها شدت زیادی گرفته بود. او در این جنگ‌ها در کنار قاجاریان جنگید که در نهایت بعد ار انعقاد صلح میان دو امپراتوری قدرت خود را از دست داد. او در سال ۱۸۴۵ در آغجه بدی از دنیا رفت و در قبرستان عمارت آغدام به خاک سپرده شد.